# فرودگاه کاهمبا
فرودگاه کاهمبا (به انگلیسی: Kahemba Airport) یک فرودگاه همگانی است . این فرودگاه در کشور جمهوری دموکراتیک کنگو قرار دارد و در ارتفاع ۱۰۴۴ متری از سطح دریا واقع شده است.